# Anne Tronche
Anne Tronche, née Anne Dutrey le 30 octobre 1938 à Paris et morte le 16 octobre 2015 à Toulouse,, est une critique française d'art contemporain.

## Parcours
Après des études supérieures à Paris, Anne Tronche entre à la revue Opus international, lancée par Jean-Clarence Lambert, Alain Jouffroy et Gérald Gassiot-Talabot. Elle est membre du directoire de cette revue jusqu'en 1989, fonction qu'elle occupe conjointement à celle d'inspecteur de la création artistique au ministère de la Culture (1982-1999) puis d'inspecteur général.
Elle est l'auteur de nombreux ouvrages et articles sur l'art contemporain ainsi que d'entretiens destinés à des films monographiques avec Bill Culbert, Daniel Spoerri, Aurélie Nemours, Denise René.

## Distinctions
- Officier de l'ordre national du Mérite.

## Œuvres
- L'Art actuel en France : du cinétisme à l'hyperréalisme, Paris, Balland, 1973
- Samuel Buri, Paris, Pierre Horay, 1977
- « Un Point de vue sur l'art actuel », in Actes du colloque « L'Art et la critique », Paris, Institut de l'Environnement, 1977
- Ljuba, New-York: Alpine fine arts collection, 1981
- George Noël, in Echange d'Art Contemporain Tokyo-Paris, 1984
- Pol Bury : 896 têtes ramollies, Plein chant, 1988
- Acquisitions 1988, Fonds National d'Art Contemporain, Paris, Centre National des Arts Plastiques, 1988
- Acquisitions 1990, Fonds National d'Art Contemporain, Paris, Centre National des Arts Plastiques, 1991
- Gina Pane. Actions, Paris, Fall Edition, 1998, 141 p.
- Peter Saul, ouvrage collectif, Paris, Somogy, 1999
- Laura Lamiel, Actes Sud, 2001
- Roland Flexner, Michel Baverey, 2002
- Corps et traces dans la création tchèque, 1962-2002, direction d'ouvrage, Hazan-Musée des beaux-arts de Nancy, 2002
- Hervé Télémaque, Paris, Flammarion, CNAP, 2003
- Jorge Camacho : vue imprenable, Plomelin, Éd. Palantines, 2004, 271 p.
- Tetsumi Kudo : La montagne que nous cherchons est dans la serre, Ed. Fage 2007
- Antoine de Margerie, Éditions du Regard, 2010
- L'art des années soixante, chroniques d'une scène parisienne, Éd. Hazan, 2012
- Jean-Michel Sanejouand : rétrospectivement..., avec Julie Portier, Éd. Skira, 2012.
- Ian Voss, Ed Hazan, 2015

## Prix et récompenses
- FILAF d'or en 2013 au Festival international du livre d'art et du film de Perpignan pour L'Art des années 60 (Éditions Hazan, 2012)[3].
- Prix AICA France 2013